# Liste der Stolpersteine in Neukirchen (Knüll)
In der Liste der Stolpersteine in Neukirchen (Knüll) werden die vorhandenen Gedenksteine aufgeführt, die im Rahmen des Projektes Stolpersteine des Künstlers Gunter Demnig bisher in Neukirchen (Knüll) zum Andenken an ermordete Mitglieder der ehemaligen Jüdischen Gemeinde Neukirchen verlegt worden sind. Seit dem Jahr 2014 wurden insgesamt 26 Stolpersteine an sechs Adressen verlegt.

## Verlegte Stolpersteine
| Bild | Person, Inschrift | Adresse                                       | Verlegedatum  | Anmerkung                                                            |
| ---- | --- | --------------------------------------------- | ------------- | -------------------------------------------------------------------- |
|      | Hier wohnte Johanna Sonn geb. Nussbaum Jg. 1860 deportiert 1942 Theresienstadt 1942 Treblinka ermordet                                                            | Blaufärbergasse 4 (Standort)                  | 16. März 2017 |                                                                      |
|      | Hier wohnte Berta Sonn geb. Nagel Jg. 1888 deportiert 1942 Sobibor ermordet 3.6.1942                                                                              | Blaufärbergasse 4 (Standort)                  | 16. März 2017 |                                                                      |
|      | Hier wohnte Ludwig Sonn Jg. 1920 Flucht 1939 Holland versteckt überlebt                                                                                           | Blaufärbergasse 4 (Standort)                  | 16. März 2017 |                                                                      |
|      | Hier wohnte Pauline Spier verh. Israels Jg. 1914 Flucht 1935 USA überlebt                                                                                         | Kurhessenstraße 50 (Standort)                 | 17. März 2014 |                                                                      |
|      | Hier wohnte Jakob Spier Jg. 1903 Flucht 1936 USA überlebt | Kurhessenstraße 50 (Standort)                 | 17. März 2014 |                                                                      |
|      | Hier wohnte Else Spier geb. Jakob Jg. 1908 Flucht 1936 USA überlebt                                                                                               | Kurhessenstraße 50 (Standort)                 | 17. März 2014 |                                                                      |
|      | Hier wohnte Natalie Nussbaum geb. Goldschmidt Jg. 1873 unfreiwillig verzogen 1938 Frankfurt M. deportiert 1941 Łodz/Litzmannstadt 1942 Chelmno / Kulmhof ermordet | Kurhessenstraße 55 (Standort)                 | 17. Juni 2015 | geboren am 10. Dezember 1873 in Sterbfritz                           |
|      | Hier wohnte Regina Nussbaum Jg. 1904 Flucht 1935 Palästina | Kurhessenstraße 55 (Standort)                 | 17. Juni 2015 |                                                                      |
|      | Hier wohnte Theodor Nussbaum Jg. 1906 Flucht 1933 Holland Palästina                                                                                               | Kurhessenstraße 55 (Standort)                 | 17. Juni 2015 |                                                                      |
|      | Hier wohnte Martin Nussbaum Jg. 1909 Flucht 1936 Palästina | Kurhessenstraße 55 (Standort)                 | 17. Juni 2015 |                                                                      |
|      | Hier wohnte Ferdinand Nussbaum Jg. 1916 deportiert 1941 Łodz/Litzmannstadt ermordet                                                                               | Kurhessenstraße 55 (Standort)                 | 17. Juni 2015 | geboren am 2. Juli 1916 in Neukirchen, zuletzt wohnhaft in Frankfurt |
|      | Hier wohnte Julius Bachrach Jg. 1891 gedemütigt/entrechtet tot 5.10.1940                                                                                          | Marktplatz 5 (Standort)                       | 6. Sep. 2018  |                                                                      |
|      | Hier wohnte Meta Bachrach geb. Spier Jg. 1895 deportiert 1942 Sobibor ermordet 3.6.1942                                                                           | Marktplatz 5 (Standort)                       | 6. Sep. 2018  |                                                                      |
|      | Hier wohnte Grete Bachrach Jg. 1922 deportiert 1942 Sobibor ermordet 3.6.1942                                                                                     | Marktplatz 5 (Standort)                       | 6. Sep. 2018  |                                                                      |
|      | Hier wohnte Willy Spier Jg. 1890 gedemütigt/entrechtet tot 14.8.1935                                                                                              | Marktplatz 6 (Alte Lateinschule) (Standort)   | 6. Juni 2019  |                                                                      |
|      | Hier wohnte Johanna Spier-Strauss geb. Katz Jg. 1896 verhaftet 1938 Gefängnis Hammelburg entlassen Jan. 1939 deportiert 1942 Izbica, Sobibor ermordet             | Marktplatz 6 (Alte Lateinschule) (Standort)   | 6. Juni 2019  |                                                                      |
|      | Hier wohnte Ernst Meier Spier Jg. 1925 mit Fluchthilfe 1939 Schweiz                                                                                               | Marktplatz 6 (Alte Lateinschule) (Standort)   | 6. Juni 2019  |                                                                      |
|      | Hier wohnte Walter Israel Spier Jg. 1827 mit Fluchthilfe 1939 Schweiz                                                                                             | Marktplatz 6 (Alte Lateinschule) (Standort)   | 6. Juni 2019  |                                                                      |
|      | Hier wohnte Moritz Sonn Jg. 1879 deportiert 1942 Sobibor ermordet 3.6.1942                                                                                        | Untergasse 3 (Standort)                       | 22. Juli 2021 |                                                                      |
|      | Hier wohnte Berta Sonn geb. Katzmann Jg. 1885 deportiert 1942 Sobibor ermordet 3.6.1942                                                                           | Untergasse 3 (Standort)                       | 22. Juli 2021 |                                                                      |
|      | Hier wohnte Siegbert Sonn Jg. 1925 deportiert 1942 Sobibor ermordet 19.9.1942 Majdanek                                                                            | Untergasse 3 (Standort)                       | 22. Juli 2021 |                                                                      |
|      | Hier wohnte Dina Nussbaum geb. Sonn Jg. 1877 deportiert 1941 Minsk ermordet                                                                                       | Untergasse 21 (ehemalige Synagoge) (Standort) | 29. Juni 2020 |                                                                      |
|      | Hier wohnte Emilie Nussbaum verh. Reuter Jg. 1897 deportiert 1943 Auschwitz ermordet 9.8.1943                                                                     | Untergasse 21 (ehemalige Synagoge) (Standort) | 29. Juni 2020 |                                                                      |
|      | Hier wohnte Levi Nussbaum Jg. 1899 deportiert 1941 Minsk ermordet                                                                                                 | Untergasse 21 (ehemalige Synagoge) (Standort) | 29. Juni 2020 |                                                                      |
|      | Hier wohnte Moritz Nussbaum Jg. 1901 Flucht 1937 Palästina | Untergasse 21 (ehemalige Synagoge) (Standort) | 29. Juni 2020 |                                                                      |
|      | Hier wohnte Julius Nussbaum Jg. 1902 Flucht 1934 Palästina | Untergasse 21 (ehemalige Synagoge) (Standort) | 29. Juni 2020 |                                                                      |
|      | Hier wohnte Johanna Nussbaum Jg. 1905 deportiert 1941 Minsk ermordet                                                                                              | Untergasse 21 (ehemalige Synagoge) (Standort) | 29. Juni 2020 |                                                                      |
|      | Hier wohnte Frieda Nussbaum Jg. 1909 deportiert 1941 Kowno Fort IX ermordet 25.11.1941                                                                            | Untergasse 21 (ehemalige Synagoge) (Standort) | 29. Juni 2020 |                                                                      |
|      | Hier wohnte Bertha Nussbaum Jg. 1912 deportiert 1941 Minsk ermordet                                                                                               | Untergasse 21 (ehemalige Synagoge) (Standort) | 29. Juni 2020 |                                                                      |